# Desmodium subsericeum
Desmodium subsericeum är en ärtväxtart som beskrevs av Gustaf Oskar Andersson Malme. Desmodium subsericeum ingår i släktet Desmodium och familjen ärtväxter. Inga underarter finns listade i Catalogue of Life.